# 読点
読点（とうてん）は句読点の一つで、日本語文書で文の途中の区切りに打たれる約物。 横組では左下に、縦組では右上に位置する。通称は「テン」。
日本語の縦組文書では文の区切りに専ら「、」が用いられるのに対し、技術論文をはじめとした横組文書では全角のコンマ「，」が用いられる場合がある。

## 概要
現代日本語の句読点は、句点と読点の2種が主に用いられるが、横組の場合、句点に「。」と「．」、読点に「、」と「，」のどちらを用いるかについては、文書の対象や分野によって様々である。縦組ではもっぱら句点に「。」、読点に「、」だけが用いられる。
国語審議会が建議し、閣議了解を経て内閣から各省庁に通知された1952年の「公用文作成の要領」においては、横組の場合の読点にはコンマ「，」を用いることとされた。しかし、自治省は1959年の「左横書き文書の作成要領」においてテン「、」を使用するとした。現在でも両方の用例が見られる。公文書である日本産業規格は横組であり、読点にコンマ「，」を用いる。テン「、」は規定に登場しない。
なお、日本語文の句読点に全角の「，」と「．」を使う場合であっても、文書内に英文が埋め込まれる際、通例その英文中では英数字用の（半角の）「,」と「.」が使われる。

## 用法
英語やフランス語を始めとした西欧語の文章では、文の途中の区切りにコンマが用いられる。多くの西欧語で、コンマを打つべきか打たざるべきかが比較的厳密に定められている。一方、日本語では読点をどこに打つかについての規範が明確でなく、筆者の裁量が大きいと言える。西欧語のコンマは句や節の意味的・論理的な境界を示すことに特化しているが、分かち書きがされない日本語では読点は分かち書きの代用的機能まで持たされることがある（下の例1.2.）。日本国憲法を始めとする法令の条文では、主語を文の冒頭に位置させることが多いため、主語の後に読点をつけることになっている。
句点と読点を合わせて句読点と呼ぶことがある。文部省は、1946年以来句読点や括弧などの約物を「くぎり符号」と呼んでいる。公用文においては1952年、内閣による『公文書作成の要領』で「句読点は，横書きでは「，」および「。」を用いる。事物を列挙するときには「・」(なかてん)を用いることができる。」としている。一方で、2022年には日本の最高裁判所が判決書・最高裁判例における読点表記を「，（カンマ）」から「、（テン）」へと変更した。

### 位置の問題
読点の位置を変えると意味が異なる場合もある。
```
1.ここで、はきものをぬいでください。→ここで履物を脱いでください。
2.ここでは、きものをぬいでください。→ここでは着物を脱いでください。
```

```
3.警官が、自転車に乗って逃げる泥棒を追いかける。→自転車に乗っているのは泥棒。  
4.警官が自転車に乗って、逃げる泥棒を追いかける。→自転車に乗っているのは警官。
```

しかし1・2の場合は漢字に書き換えれば読点は必要ない。
3の場合も下のようにすれば読点は不要である（倒置法）。
```
5.自転車に乗って逃げる泥棒を警官が追いかける。
```

従って読点が必要であるのは4のみである。読点が無ければ恰も「警官が自転車に乗って逃げる」かのような誤解を読み手に与えかねず、また「逃げる泥棒を警官が自転車に乗って追いかける」とした場合も「逃げる泥棒を」よりも「警官が自転車に乗って」の方が長いため文章の把握が難しくなるからである（同上）。
なお、3の文章は「警官が」から「追いかける」までの間が広く「自転車に乗って逃げる泥棒」の描写を挟む入れ子構造になっている。このような文章は初見では理解しづらいので5のように変形するのが望ましいとされる（同上）。

## 符号位置
| 記号 | Unicode | JIS X 0213 | 文字参照          | 名称                                             |
| ---- | ------- | ---------- | ----------------- | ------------------------------------------------ |
| 、   | U+3001  | 1-1-2      | &#x3001; &#12289; | 読点 Ideographic Comma                           |
| ､    | U+FF64  | 1-1-2      | &#xFF64; &#65380; | 読点 (半角) Halfwidth Ideographic Comma          |
| ︑   | U+FE11  | -          | &#xFE11; &#65041; | Presentation Form For Vertical Ideographic Comma |

半角読点は、いわゆる半角カナの範疇に含まれる。

## 他言語における読点
中国語では、コンマと「、」とを区別し、日本の読点に相当するのはコンマの方である。「、」は「頓号」と呼び、並記に用いる。台湾や香港の中国語の文章では、縦組・横組を問わず、漢字1文字分の字取りの天地左右中央に置かれることが多い。
朝鮮語では「，」が用いられる。